# Gloria Trevi
 (novembre 2014).
Si vous disposez d'ouvrages ou d'articles de référence ou si vous connaissez des sites web de qualité traitant du thème abordé ici, merci de compléter l'article en donnant les références utiles à sa vérifiabilité et en les liant à la section « Notes et références ».
Pour les articles homonymes, voir Trevi (homonymie).
Gloria Trevi, née  le 15 février 1968 à Monterrey (Nuevo León), est une chanteuse et autrice-compositrice pop rock mexicaine. Elle est l'une des stars latino-américaines les plus populaires et charismatiques des années 1980 et 1990. Personnage controversé dans l'histoire de la pop et du rock hispanophone, elle a vendu près de 22 millions de disques à travers le monde.

## Biographie

### Enfance et adolescence
Gloria de los Ángeles Treviño Ruiz, dite Gloria Trevi, naît le 15 février 1968 à Monterrey, dans une famille de classe moyenne. Elle passe son enfance entre Monterrey et Ciudad Victoria. Elle s'intéresse à la musique rock américaine et britannique et écoute souvent Led Zeppelin, The Doors, Deep Purple, Pat Benatar et Janis Joplin, entre autres ; une influence qui fut très forte dans la formation de son son[réf. nécessaire].
En 1982, le programme de musique et des concours XE-TÚ, diffusés par Canal de las Estrellas de Televisa, lance un appel à la recherche d'une doublure pour Chispita. Le prix comporte une bourse pour étudier au Centre d'Éducation Artistique (CEA), et une brève apparition dans le soap opera dont la star était Lucerito. Gloria apprend l'existence du concours alors qu'elle fréquente l'école secondaire, à quatorze ans, et part à Mexico avec sa mère pour participer au concours. En raison de sa forte ressemblance avec la jeune actrice, elle remporte le concours dans lequel elle a reçu comme prix les habits du personnage et la bourse, mais elle n'est jamais apparue dans le soap opera.
Avec l'autorisation de sa mère et en sa présence, elle étudie pendant un an dans la capitale. Peu de temps avant de terminer ses études au CEA, Ricky Luis la présente à un producteur de musique, Sergio Andrade. Gloria passe une audition où elle chante quelques-unes de ses premières compositions, et Sergio, intéressé par son talent, décide de l'associer à l'un de ses projets musicaux.
En 1985, elle rejoint le groupe Boquitas Pintadas comprenant : Gloria, Raquenel (Mary), Pilar, Monica et Claudia. Elle prit des leçons de piano et de solfège, nécessaires pour faire partie du groupe. Au moment où le groupe Boquitas Pintadas lance son premier single à la radio, No Puedo Olvidarlo (Je ne peux pas l'oublier), le groupe s'est déjà dissous à cause de différends entre ses membres et la maison de disques. Gloria trouve alors un poste d'instructrice d'aérobic.

### Carrière

#### 1989 - 2004
Son premier album ...Qué hago aquí? (« Qu'est-ce que je fais ici ? ») est lancé en août 1989 et produit par Sergio Andrade. Le disque est sorti au Mexique par la maison de disques BMG. Le disque, via son premier hit, Dr. Psiquiatra (« Docteur Psychiatre »), est entré directement en numéro 1 du hit-parade[réf. nécessaire]. Elle produit alors des titres tels que Mañana (« Demain »), El último beso (« Le Dernier Baiser ») et Satisfecha (« Satisfaite ») et une reprise des Rolling Stones adaptée en espagnol par elle-même. Cet album est devenu l'une des meilleures sorties de l'année et lui a apporté la reconnaissance avec trois disques d'or pour les ventes, et il a obtenu de nombreux prix, dont le prix de la Révélation artistique[réf. nécessaire].
La seconde production, Tu Angel de la Guarda (« Ton Ange gardien »), contient le plus grand succès de Gloria Trevi dans les années 1990[réf. nécessaire], Pelo Suelto (« Cheveux dénoués »). Ce disque est sorti en septembre 1991 dans plusieurs pays : l'Espagne, l'Argentine, le Venezuela, la Colombie et le reste de l'Amérique du Sud. La même année, elle fait ses débuts comme actrice dans son premier film Pelo Suelto, une comédie musicale dirigée par Pedro Galindo III et créée le 20 décembre 1991 à Mexico. Le film a rapporté 11 milliards, établissant le record du film mexicain ayant fait le plus d'entrées de l'histoire du cinéma mexicain.
En 1992, Gloria a vendu plus de cinq millions d'albums pour l'année et a donné des concerts dans toute l'Amérique latine[réf. nécessaire]. Son troisième album, Me siento tan sola (« Je me sens si seule »), sort cette année -là et se veut un hommage aux pionniers du rock. Des chansons comme Zapatos Viejos (« Vieilles chaussures ») et Con los ojos cerrados (« Les yeux fermés ») ont gagné le premier rang à la radio[Quoi ?], et l'album a été certifié disque d'or au Japon et en Espagne[réf. nécessaire].
Zapatos Viejos est le titre du deuxième long métrage réalisé par Sergio Andrade et créé le 12 février 1993. Il a joui d'un succès commercial qui a dépassé son prédécesseur, et il occupe la deuxième place du film le plus lucratif de l'année avec des gains de plus de 17 millions.
En janvier 1994, elle sort son quatrième album Más turbada que nunca (« Plus perturbée que jamais », avec un jeu de mots sur « masturbée »). Il a fait scandale avec ses paroles extravagantes, ironiques et remplies de métaphores orientées[réf. nécessaire]. Son cinquième album est sorti en décembre 1995, sous le titre Si me llevas contigo (« Si tu m'emmènes avec toi »), et a été un échec commercial et a été discrètement boycotté par les médias en raison de divergences de vue entre les deux principales chaînes de télévision de son pays avec qui elle était en contrat. Avec peu d'effort de promotion, des chansons ont pu atteindre le hit-parade, comme Ella que nunca fue ella et Si me llevas contigo, ses derniers succès de la décennie.
Elle revient sur le petit écran comme animatrice de l'émission XETÚ Remix transmise par le Canal de las Estrellas Televisa. Elle n'a pas eu beaucoup de succès dans son émission dont la dernière diffusion a été le 6 janvier 1998.
Son image sexuellement provocante a été déterminante dans les critiques des conservateurs[réf. nécessaire], allant jusqu'à la comparer avec Prince pour sa promotion flagrante de la liberté sexuelle. Les paroles de ses chansons incluent des perspectives socio-politiques sur des questions telles que la grossesse, la drogue et les avortements, dans le but de déranger la société conservatrice[réf. nécessaire]. Elle a porté l'idée d'être candidate à la présidence du Mexique en 2006.
La carrière de la chanteuse a été interrompue sérieusement à la fin des années 1990, quand les autorités mexicaines ont accusé Trevi, son compagnon Sergio Andrade et la choriste Mary Boquitas, d'agresser sexuellement des mineurs[réf. nécessaire]. Andrade et Trevi ont été arrêtés au Brésil, où ils s'étaient enfuis, en 2000. Son image a été abîmée par le grand scandale sexuel auquel elle a été mêlée de 1997 à 2004, avec la mort de sa première fille Ana Dalai et la naissance de son fils Ángel Gabriel. Les gros titres des journaux qui ont suivi l'affaire Trevi-Andrade ont éclipsé l'importance de sa musique sociale, politique et provocatrice[réf. nécessaire]. En 2004, elle a été acquittée de tous les chefs d'accusation, et libérée le 21 septembre de la même année, après avoir passé quatre ans et huit mois en prison.

#### Depuis 2004
Elle reprend sa carrière musicale avec l'album Cómo Nace el Universo (« Comment naît l'Univers ») produit par Armando Àvila et sorti en décembre 2004. Il a remporté les disques d'or et de platine aux États-Unis en sus de la nomination pour le meilleur album pop latin dans le magazine Billboard[réf. nécessaire]. Elle décide de signer un contrat avec Univision Music Group, la plus grande maison de disques de musique latine aux États-Unis.
Elle a commencé sa tournée internationale Trevolución (en anglais nommé Trevolution), le 4 mars 2005 à Monterrey. La tournée inclut les États-Unis, l'Amérique du Sud, l'Amérique centrale et Porto Rico. Toutefois, elle a été contrainte de reporter les dates et d'annuler plus de la moitié de ses présentations en raison de sa grossesse de son troisième fils, Miguel Armando, né le 10 août à McAllen, au Texas.
La Trayectoria est le titre du premier projet réalisé en collaboration avec la compagnie de disque Univision Music Group en 2006. Il contient le matériel enregistré en direct lors de sa tournée Trevolución à Mexico et à Monterrey, quatre chansons inédites et de grands succès Todos Me Miran (« Tous me regardent »), un titre qui est devenu un hymne de la communauté gaie[réf. nécessaire]. Il a occupé la première place dans divers pays tels que l'Argentine et l'Espagne.
Pour son septième album studio, elle a invité en tant que producteur Sergio George, qui a obtenu huit Grammy Latinos, Bob Bennozzo et Armando Àvila, pour produire l'album Una Rosa Blu. Le disque est sorti à la fin 2007 aux États-Unis, au Mexique et à Porto Rico. Il contient le premier duo de sa carrière, une collaboration avec la Portoricaine Olga Tañon, intitulé Lo Que Te Toca et produit par George. Le premier single Psicofonía est resté au sommet de la popularité à la radio[Quoi ?], et la vidéo promotionnelle a été réalisée entièrement par les Trevi, à Monterrey. Il a été certifié disque d'or au Mexique et aux États-Unis.
En raison du grand succès qu'a remporté Pruébamelo (« Prouve-le-moi »), en Espagne, elle a été invitée à participer au gala de Drag Queen 2008, l'une des célébrations qui ont eu lieu pendant le Carnaval de Las Palmas de Gran Canaria, où elle a clos l'événement.

## Discographie
- ...¿Qué hago aquí? - (1989)
- Tu ángel de la guarda - (1991)
- Me siento tan sola - (1992)
- Más turbada que nunca - (1994)
- Si me llevas contigo - (1995)
- Cómo nace el universo - (2004)
- La trayectoria - (2006)
- Una rosa blu - (2007)
- Gloria - (2011)
- Gloria en vivo - (2012)
- De película - (2013)

## Télévision

### Telenovelas
- 2013 : Libre para amarte (Televisa) : Aurora Valencia